# 宪政化
宪政化（英語：constitutionalization）意指在一个现代宪政国家的建立意即国家公权力受到宪法的有限规范意即限制的过程。该词常被用来描述现代发生的社会和文化变迁的现象。

## 基本内容
宪政化主要包括国家宪政化、政党宪政化以及社会宪政化三个层面。